# Гото, Аритомо
Аритомо Гото (яп. 五藤 存知 Гото: Аритомо, 23 января 1888, префектура Ибараки — 12 октября 1942, пролив Слот) — вице-адмирал Японского императорского флота во время Второй мировой войны. Погиб в бою с американскими эсминцами и крейсерами у мыса Эсперанс.

## Биография

### Начало карьеры
Гото родился в префектуре Ибараки в 1888 году. Учился в Военной академии Императорского флота и окончил её в 1910 году в составе 38-го выпуска, заняв 30-е место по успеваемости из 149 человек. В качестве мичмана служил на крейсере Касаги и линкоре Сацума. Комиссован в звании младшего лейтенанта в 1911 году, направлен на эскадренный броненосец Ивами, а затем — на плавбазу «Тоёхаси».
После получения звания лейтенанта в 1913 году Гото служил на эсминце «Муракумо». Во время Первой мировой войны в 1915 году направлен на радиостанцию в Кусае, затем переведён в команду крейсера Тикума, после повышения до капитан-лейтенанта в 1917 году Гото служил на линейном крейсере Конго, эсминце Таникадзэ и крейсере Якумо.
В звании капитана 3-го ранга (с 1923 года) Гото был командиром эсминцев Цута (яп. 蔦), Уракадзэ (яп. 浦風), Нумакадзэ (яп. 沼風), Нокадзэ (яп. 野風), Надакадзэ (яп. 灘風), Удзуки (яп. 卯月). После повышения в 1928 году стал командовал «Уранами», «Мацукадзэ», 5-м и 27-м дивизионами эсминцев.
Аритомо получил звание капитана 1-го ранга 15 ноября 1933 года. Ему поручили командование 10-м дивизионом эсминцев, а также крейсерами Тёкай, Атаго, Нака, а также линкорами Ямасиро и Муцу.
Гото стал контр-адмиралом 15 ноября 1939 года, получив в командование 2-ю дивизию крейсеров. 10 сентября 1941 года ему было передано управление 6-й дивизией крейсеров, в которой были четыре тяжёлых крейсера, флагман Аоба, Фурутака, Кинугаса, а также Како.

### Вторая мировая война

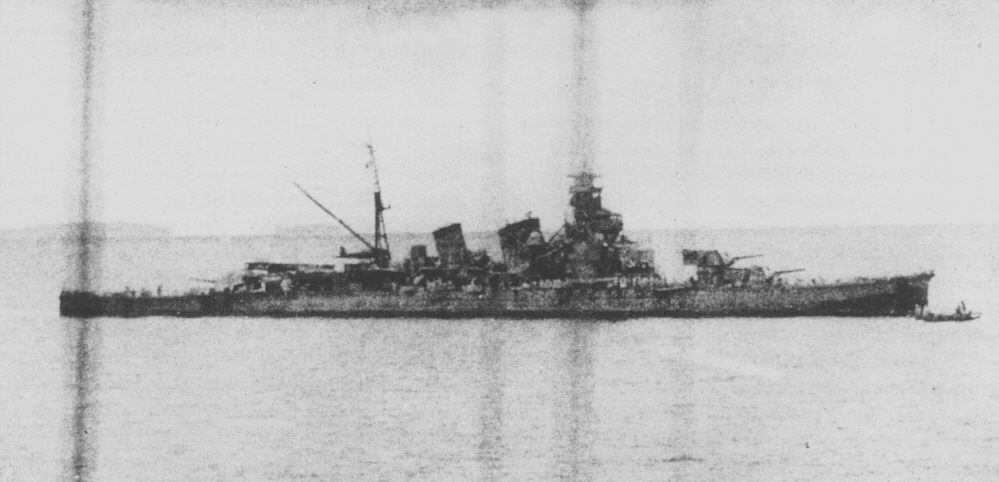
Повреждённый японский крейсер «Аоба» 13 октября 1942 года

23 декабря 1941 6-я дивизия крейсеров оказывала поддержку японским силам во время их второго наступления на Уэйк, в котором японские пехотинцы смогли захватить остров. В мае 1942 года 6-я дивизия крейсеров Гото вместе с авианосцем Сёхо обеспечивали прикрытие наступательным силам в операции «Мо», имевшей целью захват Тулаги и попытку захвата Порт-Морсби, которая привела к сражению в Коралловом море. Во время сражения авианосцы США потопили Сёхо, пока крейсера Гото находились слишком далеко для того, чтобы обеспечить противовоздушную оборону своего авианосца.
С островов Папуа — Новой Гвинеи Кавиенга и Рабаула Гото командовал 6-й дивизией крейсеров, поддерживавшей кампанию на Гуадалканале в течение первых месяцев. Под общим командованием Гунъити Микавы 6-я дивизия крейсеров принимала участие в бою у острова у Саво 8 августа 1942, потопив четыре тяжелых крейсера Союзников. На обратном пути тяжелый крейсер Како был потоплен торпедой с подводной лодки. Оставшиеся три крейсера достигли Гуадалканала 11 октября, чтобы атаковать авиабазу Хендерсон, а также для поддержки «Токийского экспресса». Гото, находившийся на борту тяжелого крейсера Аоба, был смертельно ранен в бою у мыса Эсперанс и скончался 12 октября.

### Книги
- Cook, Charles O. The Battle of Cape Esperance: Encounter at Guadalcanal (англ.). — United States Naval Institute, 1992 (Reissue). — ISBN 1-55750-126-2.
- D'Albas, Andrieu. Death of a Navy: Japanese Naval Action in World War II (англ.). — Devin-Adair Pub, 1965. — ISBN 0-8159-5302-X.
- Dull, Paul S. A Battle History of the Imperial Japanese Navy, 1941-1945 (англ.). — United States Naval Institute, 1978. — ISBN 0-87021-097-1.
- Frank, Richard B. Guadalcanal : The Definitive Account of the Landmark Battle (англ.). — New York: Penguin Group[англ.], 1990. — ISBN 0-14-016561-4.
- Hara, Tameichi. Japanese Destroyer Captain (неопр.). — New York & Toronto: Ballantine Books[англ.], 1961. — ISBN 0-345-27894-1.
- Kilpatrick, C. W. Naval Night Battles of the Solomons (неопр.). — Exposition Press, 1987. — ISBN 0-682-40333-4.
- Lacroix, Eric; Linton Wells. Japanese Cruisers of the Pacific War (неопр.). — United States Naval Institute, 1997. — ISBN 0-87021-311-3.
- Morison, Samuel Eliot. Chapter 8 // The Struggle for Guadalcanal, August 1942 – February 1943, vol. 5 of History of United States Naval Operations in World War II[англ.] (англ.). — Boston: Little, Brown and Company, 1958. — ISBN 0-316-58305-7.
- Poor, Henry Varnum; Henry A. Mustin & Colin G. Jameson. The Battles of Cape Esperance, 11 October 1942 and Santa Cruz Islands, 26 October 1942 (Combat Narratives. Solomon Islands Campaign, 4-5) (англ.). — Naval Historical Center, 1994. — ISBN 0-945274-21-1.